# Тепих Сјерпињског
Сјерпинског тепих је раван фрактал први описан од стране Вацлава Сјерпинског 1916. године Тепих је једна генерализација Кантор скупа постављена на две димензије; друга је Кантор прашина.
Техника поделе облика на мање примере себе, уклањање једне или више копија, и настављање рекурзивно може се проширити и на друге облике. На пример, парцелизацијом једнакостранични троугао у четири истостраничног троугла, уклањање средњег троугла, и рекурзија води до Сјерпињског троугла. У три димензије, слична конструкција базирана на коцкицама производи Менгерову Сунђер.

## Конструкција
Изградња Сјерпинског тепиха почиње од квадрата. Квадрат је исечен на 9 подударних подквадрата у 3-од-3 мреже, а централни подквадрат је уклоњен. Исти поступак се примењује рекурзивно затим до преосталих 8 подквадрата. Може се реализује као скуп тачака у јединици квадрата чије координате написани на основи три обе имају цифру "1" у истом положају.
Процес рекурзивног уклањања квадрата је пример коначних подразредних правила.
Сјерпински тепих може бити направљен од итеративног сваког пиксела на квадрат и коришћењем следећег алгоритма да одлучи да ли је пиксел попуњен. Следећа имплементација је важећа за програмске језике C, C++ и Јава.
```
/**

* Одлучује да ли тачка на одређеној локацији је испуњена или не. Ово функционише тако што итерација прво проверава да ли је

* пиксел је упражњен у сукцесивно већим квадратима или не може да буде у центру било kојег већег квадрата

* @param x је х координата тачке која се проверава са нулом да ли је први пиксел

* @param y је y координата тачке која се проверава са нулом дали је први пиксел

* @return 1 ако је испуњено или 0 ако је отворено

*/

int
 
isSierpinskiCarpetPixelFilled
(
int
 
x
,
 
int
 
y
)

{

    
while
(
x
>
0
 
||
 
y
>
0
)
 
//када било који од ових се сведу на нулу пиксел је одлучан да буде на ивици 

                             
// На том нивоу квадрата и морају бити попуњена

    
{

        
if
(
x
%
3
==
1
 
&&
 
y
%
3
==
1
)
 
//проверава да ли је пиксел је у центру за текући квадратни ниво

            
return
 
0
;

        
x
 
/=
 
3
;
 
//x и y се декрементира да провери следећи већи ниво квадрата

        
y
 
/=
 
3
;

    
}

    
return
 
1
;
 
// ако сви могући квадратни нивои су проверени и пиксел није одређен 

                   
// да би био отворен мора бити попуњен

}

```

## Особине
Површина тепиха је нула (у стандардној мери лебега). Доказ: Означимо са аi површину од понављања i. Тада аi+1=8/9⋅аi. Дакле, аi = (8/9)i, која тежи да иде 0 као што i иде до бесконачности.
Унутрашњост тепиха је празна. Доказ: Претпоставимо супротно од да постоји тачка P у унутрашњости тепих. Затим, ту је квадрат са центром на П који је у потпуности садржан у тепиху. Овај квадрат садржи мањи квадрат чије координате су дељиви са 1/3k за неко к. Али, овај квадрат мора бити у итерацији к, тако да не може бити садржан у тепиху - контрадикције.
Хаусдорфова димензија тепиха је  log 8/log 3 ≈ 1.8928

Сјерпински је показао да је његов тепих универзална раван криве. То је: Сјерпински тепих је компактан подскуп равни са Лебеговом покривеном димензијом 1, и сваки подскуп равни са овим особинама је хомеоморфан у неки подскуп Сјерпинског тепиха.
Ова "универзалност" у Сјерпинском тепиху није универзална особина у смислу теорије категорије: не јединствено карактерише овај простор до хомеоморфизма. На пример, дисјунктна унија од Сјерпинског тепиха и круг је такође универзална раван криве. Међутим, 1958. Гордон Вибурн  јединствено је окарактерисао Сјерпински тепих на следећи начин: било која крива која је локално повезана и нема 'локалне исечене пунктове' је хомеоморфна на Сјерпински тепих. Овде локална рез-тачка је тачка p за коју су неке повезане U од p имају својство да U-{p} није повезано. Тако, на пример, било која тачка круга је локална рез тачка.
На истом папиру Вхибурн је дао још једну карактеризацију Сјерпинског тепиха. Подсетимо да је Континуум непразан повезан компактан метрички простор. Претпоставимо да је Х непрекидно уграђен у равни. Претпоставимо да његова допуна у равни има много бројевних повезаних компоненти C1,C2C3,.... и претпоставимо да
- пречник {\displaystyle C_{i}} тежи ка нули као {\displaystyle i\to \infty };
- граница {\displaystyle C_{i}} и граница {\displaystyle C_{j}} су раздвојене ако је {\displaystyle i\neq j};
- граница {\displaystyle C_{i}} је једноставна затворена крива за свако {\displaystyle i};
- јединство граница скупова {\displaystyle C_{i}} је густо у X.

Онда Х је хомеоморфно на Сјерпињском тепиху.

## Брауново кретање на Сјерпинском тепиху
Тема Брауновог кретања на Сјерпинском тепиху је привукла пажњу у последњих неколико година. Мартин Барлоу и Рихард Бас су показали да се насумично ходање на Сјерпинском тепиху расипа споријим темпом него неограничено случајно шетање у авиону. Овај други достиже средњу удаљеност сразмерно n1/2 након n корака, али насумично ходање на дискретном Сјерпинском тепиху достиже само средњу удаљеност сразмерно n1/β за неко β>2. Они су такође показали да ова случајна шетња задовољава јачу велику девијацију неједнакости (тзв "под-Гаусову неједнакост") и да задовољава елиптичку Харнакову неједнакост без задовољења параболичне јединце. Постојање таквог примера је био отворен проблем много година.

## Валисово сито
Варијација Сјерпинског тепиха, који се зове Валисово сито, почиње на исти начин, парцелизацијом основног дела квадрата у девет мањих квадрата и уклањање средњег од њих. На следећем нивоу поделе, то дели сваки од квадрата у 25 мањих квадрата и уклања средњи један, и то се наставља i-тим кораком од поделе сваког квадрата у (2i+1)2 2 мањих квадрата и уклањањем једног средњег.
По Валис производу, површина добијеног сета је π / 4,за разлику од стандардног Сјерпинског тепиха који има нулту лимитирајућу област.
Међутим, из резултата Вајбурна поменутих горе, можемо видети да је Валис сито хомеоморфна на Сјерпињски тепих. Посебно, његова унутрашњост је још увек празна.

## Апликације
Мобилни телефон и ВФ антене фрактала су произведене у виду неколико итерација у Сјерпинском тепиху. Због своје самосличности и обима инваријантности, они лако смештају више фреквенција. Они су такође лаки да се измисле и мањи од уобичајених антена сличних перформанси, тако су оптимални за џепне мобилне телефоне.